# Belgrádi Egyetem
A Belgrádi Egyetem (szerbül Универзитет у Београду / Univerzitet u Beogradu) Szerbia legrégebbi és legfontosabb egyeteme. Több mint 89 000 hallgatóval és 4200 alkalmazottal jelenleg Délkelet-Európa legnagyobb egyeteme.
Az egyetem 31 karból és nyolc tudományos kutatóintézetből áll. A karok vagy tagozatok akadémiai jellemzőiktől függően öt csoportba vannak osztva: biotechnikai, társadalomtudományi, orvosi, természettudományi és matematikai karok, valamint műszaki tudományi karok.

## Története

### Alapítása

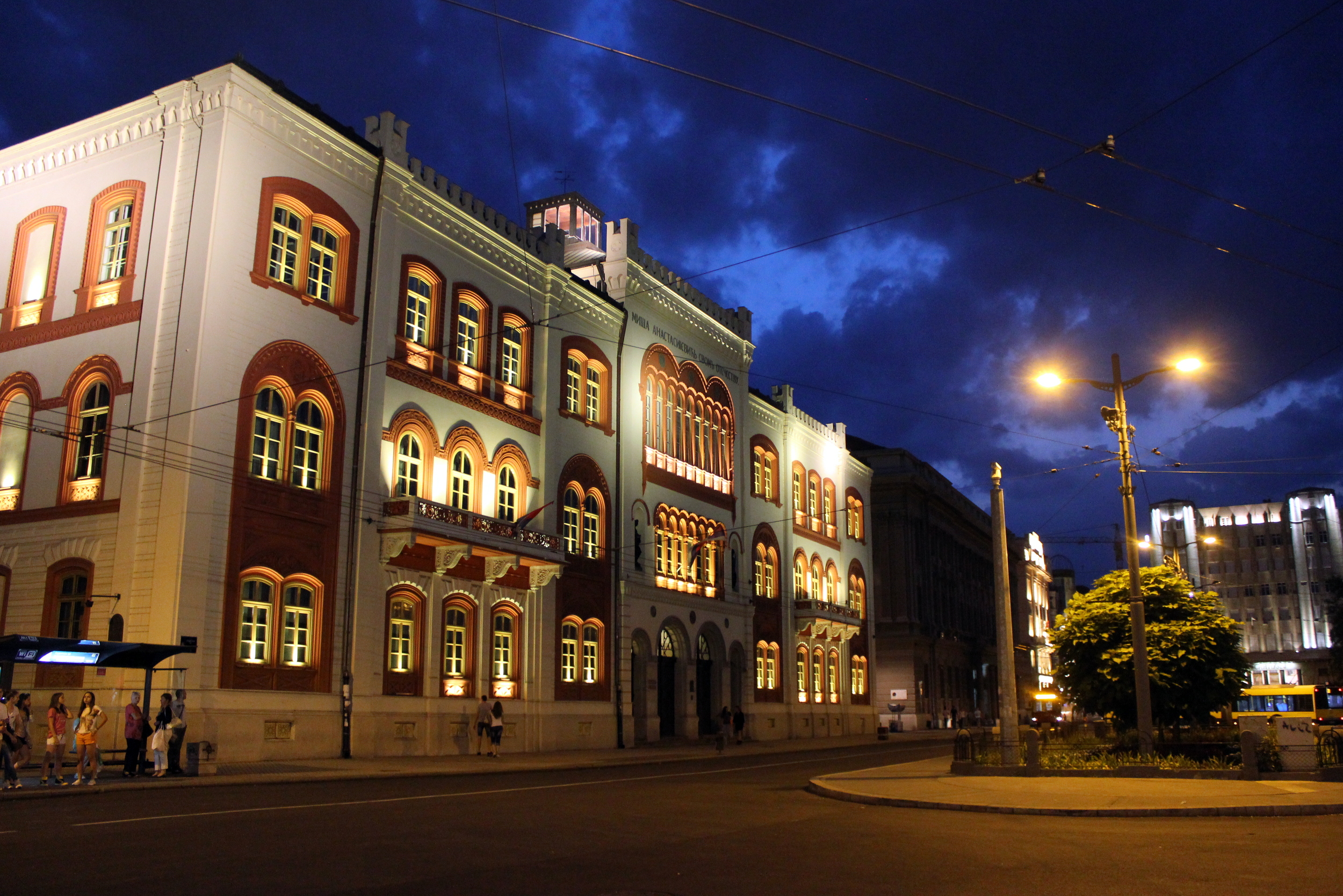
A Belgrádi Egyetem főépülete

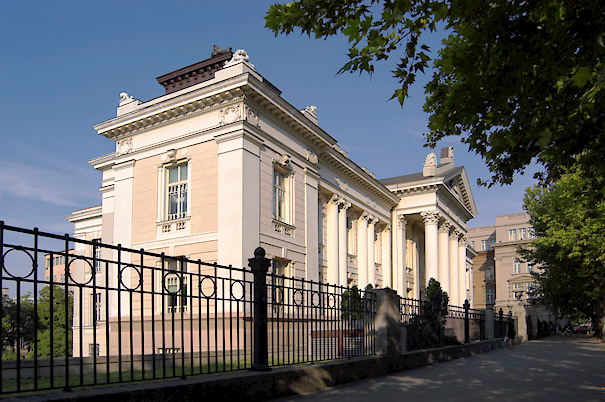
A Belgrádi Egyetemi Könyvtár

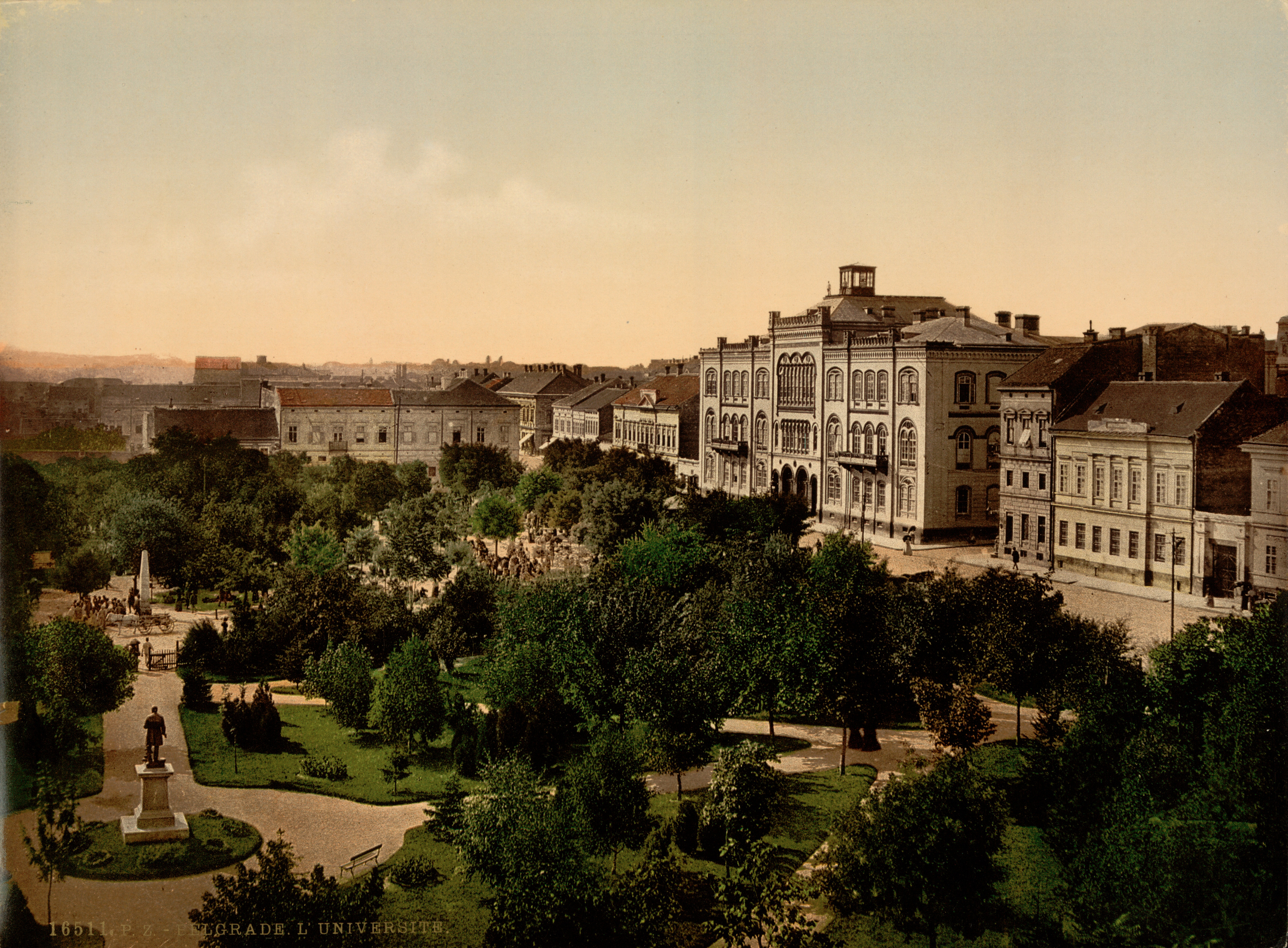
Az egyetem 1890 körül

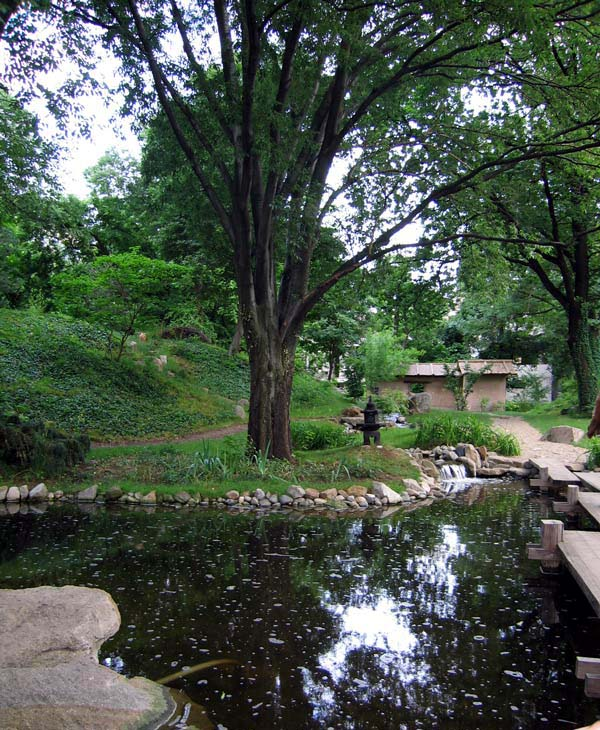
Japánkert a belgrádi egyetem botanikus kertjében

A mai belgrádi egyetem előfutára 1808-ra nyúlik vissza, amikor a középiskolát Dositej Obradović szerb felvilágosító alapította az első szerb felkelés során. Miután a felkelést 1813-ban leverték, kezdetben bezárták, és csak 1863-ban hozták létre újra a három technológiai, jogi és filozófiai karral. 1905. február 27-én a középiskolát hivatalosan egyetemmé alakították.

### A 20. század első fele
A Belgrádi Egyetem hatalmas növekedést és terjeszkedést ért meg a második világháború előtti években, különösen a második Jugoszlávia megalakulása után.

### A 20. század második fele
Az 1960-as és 1970-es években az egyetem jelentős regionális és nemzetközi oktatási intézménnyé fejlődött. Sok más országból érkező hallgatót képeztek itt. A szocialista Jugoszláviában az egyetemet tovább bővítették, ugyanakkor hatalmas állami és ideológiai befolyásnak volt kitéve.
Az 1980-as évek óta az egyetemi programok minősége az ország politikai instabilitása miatt romlott. Az ezt követő jugoszláviai háborúk miatt 1990-től egyre nagyobb volt a pénzhiány, és a minőség jelentősen visszaesett.
A Slobodan Milošević-kormány idején az egyetem külső politikai nyomással és a tudományos és közigazgatási autonómia hiányával szembesült. Az 1990-es évek közepétől a Belgrádi Egyetem a politikai ellenzék felismerhető központjává vált Szerbiában. Hatalmas kormányellenes tüntetéseket rendeztek a belgrádi hallgatók és professzorok. 1996 végén, 1997 elején terveket szőttek a Milošević-kormány ellen, aminek eredményeként 1998-ban létrehozták az Otpor hallgatói tiltakozó mozgalmat, amely nagyban hozzájárult a kormány 2000-es megdöntéséhez.

### 21. század
Milošević bukásával, 2000. október 5-én fontos lépéseket tettek a tanítás lehetőségeinek és minőségének javítása érdekében. Az országban számos reform zajlott a felsőoktatásban. Azóta az egyetem nagy erőfeszítéseket tett belső struktúrájának javítására. A minőség ismét emelkedett, de még mindig van lemaradás.
A Belgrádi Egyetem alapító tagja a bloxberg – nemzetközi blokklánc tudományos konzorciumnak.

## Belgrádi Egyetemi Könyvtár
Az egyetemi könyvtár az egyetlen Carnegie könyvtár Közép- és Kelet-Európában.

## Karok
| - Építészeti Kar - Építőmérnöki Kar - Bányászati és Földtani Kar - Pedagógiai és Ápolói kar - Biológia Kar - Kémia Kar - Villamosmérnöki Kar - Erdészeti Kar - Földrajztudományi Kar - Információs Rendszerek Kara - Mezőgazdasági Kar - Gépészmérnöki Kar - Matematikai Kar - Orvostudományi Kar - Ortodox Teológiai Kar - Gyógyszerésztudományi Kar | - Filológiai Kar - Filozófiai Kar - Fizikai Kar - Fizikai Kémiai Kar - Államtudományi Kar - Jogi Kar - Biztonsági Kar - Sport- és Testnevelési Kar - Fogorvostudományi Kar - Műszaki Kar Bor városában - Műszaki és Kohászati Kar - Közlekedési Kar - Állatorvostudományi Kar - Gazdaságtudományi Kar - Tanárképző Kar |

## Személyiségek
Az egyetemhez számos ismert személyiség kapcsolódik, akik tanultak, kutattak vagy tanítottak benne.
Ezen személyek listája megtalálható a Belgrádi Egyetem híres embereinek listájában
1931-től két évig jogi karra járt Lazar Brankov, a Rajk-perben elítélt kommunista politikus.

## Fordítás
- Ez a szócikk részben vagy egészben  az   Universität Belgrad című német Wikipédia-szócikk ezen változatának fordításán alapul.  Az eredeti cikk szerkesztőit annak laptörténete sorolja fel. Ez a jelzés csupán a megfogalmazás eredetét és a szerzői jogokat jelzi, nem szolgál a cikkben szereplő információk forrásmegjelöléseként.